# Cyperochloeae
Tribu
Les Cyperochloeae sont une tribu de plantes monocotylédones de la famille des Poaceae, sous-famille des Panicoideae, originaire d'Australie.
C'est une petite tribu regroupant deux espèces en deux genres monotypiques.
Contrairement à beaucoup d'autres clades de la sous-famille des Panicoideae, elle utilise la voie photosynthétique en C3

## Liste des genres et espèces
Selon The Plant List, :
- Cyperochloa P.Beauv. (1812) :
  - Cyperochloa hirsuta  Lazarides & L.Watson
- Spartochloa P.Beauv. (1812) :
  - Spartochloa scirpoidea (Steud.) C.E.Hubb.